# تشاندرا ويست
تشاندرا ويست (بالإنجليزية: Chandra West) (و. 1970  م) هي ممثلة أفلام كندية، ولدت في إدمونتون.
.

## وصلات خارجية
- تشاندرا ويست على موقع IMDb (الإنجليزية)
- تشاندرا ويست على موقع ألو سيني (الفرنسية)
- تشاندرا ويست على موقع أول موفي (الإنجليزية)
- تشاندرا ويست على موقع قاعدة بيانات الأفلام السويدية (السويدية)
- تشاندرا ويست على موقع إن إن دي بي (الإنجليزية)
- تشاندرا ويست على موقع قاعدة بيانات الفيلم (الإنجليزية)
- تشاندرا ويست على موقع كينوبويسك (الروسية)